# Håkon Mjåset Johansen

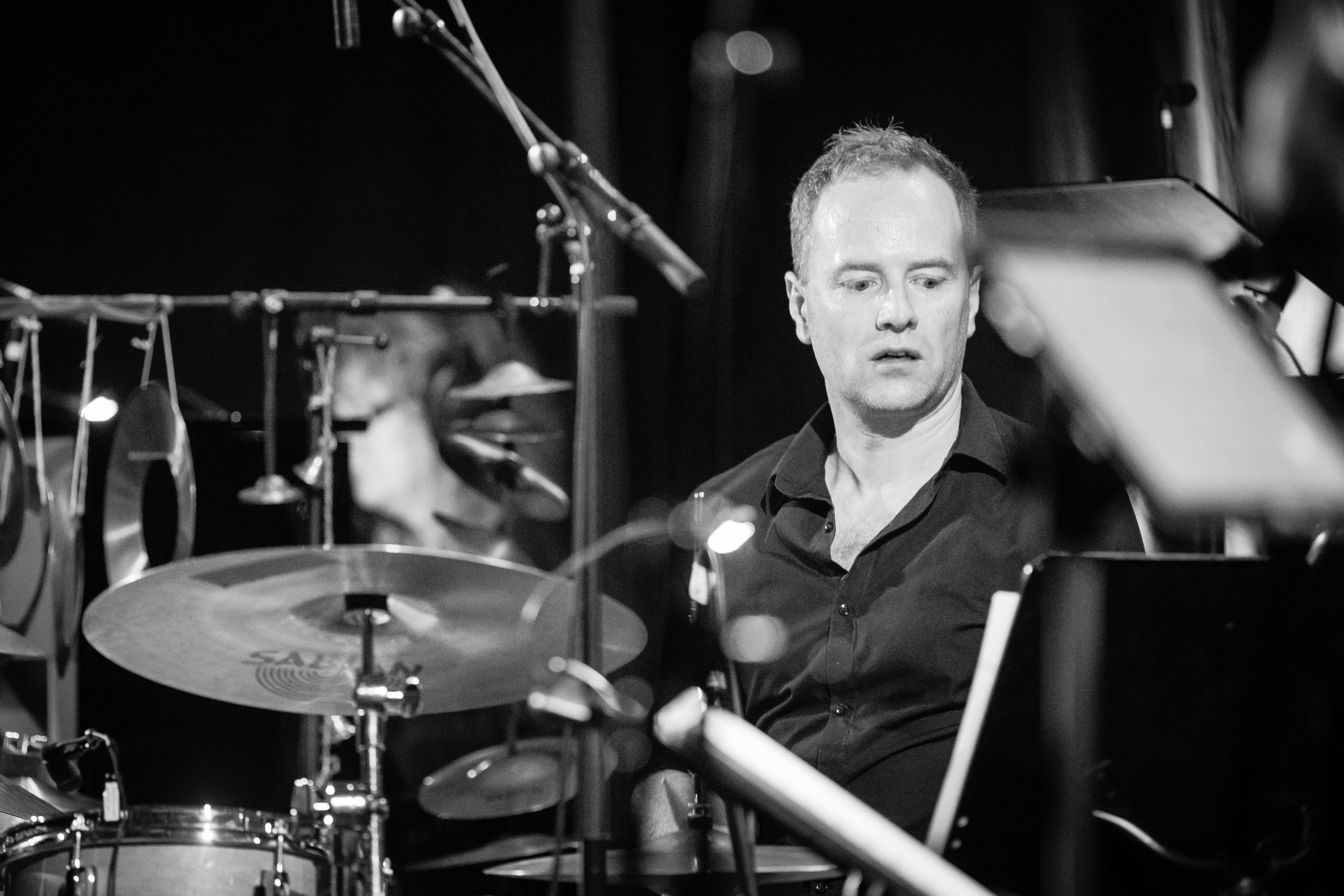
Håkon Mjåset Johansen (2018). Bild: Tore Sætre

Håkon Mjåset Johansen (* 1. August 1975 in Trondheim) ist ein norwegischer Jazz-Schlagzeuger, bekannt durch mehrere Veröffentlichungen. Er ist ein gefragter Schlagzeuger, der für sein weiches und einfühlsames Spiel geschätzt wird.

## Wirken
Johansen wurde am Institutt for musikk an der Technisch-Naturwissenschaftlichen Universität Norwegens ausgebildet, wo er zusammen mit Kommilitonen die Bands Urban Connection (1996–) und Come Shine (1999–2003) gründete. Außerdem spielte er im Trondheim Jazz Orchestra, in Bugge Wesseltofts New Conceptions of Jazz, Siri Gjæres Cricket Club, im Kirsti Huke Quartett und im Ola Kvernberg Trio. Des Weiteren ist er auf Veröffentlichungen mit Jon Larsen, dem Atle Nymo/Frode Nymo Quartett und Jan Garbarek zu hören. Zusammen mit Ole Morten Vågan spielt er eine wichtige Rolle in der Band MOTIF.
Dem Håvard Wiik Trio gehört Johansen zusammen mit Ole Morten Vågan an. Er tourte 2000/01 mit Chick Corea, trat mit Jon Gordon auf dem Oslo Jazzfestival 2006 auf sowie im Quartett mit Roger Arntzen und Asbjørn Lerheim. Seit 2009 gehört er (mit Magnus Broo, Ingebrigt Håker Flaten und Atle Nymo) zum norwegisch-schwedischen Quartett I.P.A., das 2016 mit Mattias Ståhl zum Quintett erweitert wurde und mehrere Alben veröffentlichte. 2019 trat er in Gard Nilssen’s Supersonic Orchestra auf dem Molde Jazz Festival auf (If You Listen Carefully the Music Is Yours).
Mit dem Trio Urban Connection gewann Johansen 1998 die Auszeichnung als Jazz Talent des Jahres in Norwegen; 2000 erhielt er den ersten Preis auf dem Avignon Jazz Contest. 2001 wurde deren Debütalbum mit einem Spellemannprisen ausgezeichnet.

## Diskographische Hinweise
- Magnus Broo Swedish Wood (MMP CD072)
- Håvard Lund My sister said (TURN CD19)
- Håvard Stubø Quartett” Way Up (Way Down) (BLG CD009)
- Trondheim Jazzorkester What If? (MNJ CD005)
- IPA Lorena (BLG CD008, mit Ingebrigt Håker Flaten, Magnus Broo, Atle Nymo)
- Ensemble Denada Finding Nymo (ACT CD9492-2)
- Steinar Raknes Tangos, Ballads and More (PG CD 114)
- Stubø/Franck/Mjåset Johansen WES! (BLG CD006)
- Nymo/Flaten/Mjåset Johansen Complete Communion (BLG CD005)
- Jon Larsen The Jimmy Carl Black Story (ZEN2003)
- Håvard Wiik trio The Arcades Project (Jazzland 06022517359994)
- Nickelsen/Storaas/Mjåset Johansen ”Excess Luggage” (PG CD110)
- Solid! Happy Accidents (AIM CD126)
- Svein Olav Herstad Trio Inventio (JAR CD 033)
- Trondheim Jazzorchestra & Vigleik Storaas Tribute (MNJ CD002)
- Chick Corea m/Trondheim Jazzorkester Live in Molde (MNJ CD001)
- Motif Motif (AIM CD104)
- Motif Expansions (AIM CD112)
- Atle/Frode Nymo Quartett featuring Roger Kellaway (TR CD844)
- Urban Connection UC 3 (BE 010-2)
- Urban Connection, Urban Connection (BE 003)
- Urban Connection, French Only (BE 006-2)
- Come Shine, Come  Shine (CLP CD61)
- Come Shine, Do Do That voodo (CLP CD75)
- Come Shine, In Concert with KORK (CLP CD78)
- Ole Reinlund, For det var hit (PLACD 2004)
- Ola Kvernberg, (HCR CD136)
- Jon Larsen, Strange News from Mars (ZEN 2001)
- Jon Larsen, The Next Step (HCR CD132)
- Jon Larsen Quartett Short Stories from Catalonia (HCR CD196)
- Hot Club Records Sampler (HCR CD200)
- Hot Club Records Django Festival 4 (HCR CD119)
- Marian Petrescu Body and Soul (HCR CD172)
- Blårollinger Blårollinger  (BS CD1089)
- Jens Arne Molvær Quartett September song  (HCR CD2005)
- Johan Anders Andersen Hoi Hoi  (Idut Records)
- Oddbjørn Blindheim Trio, Horace Hello (GM CD102)
- Kjellerbandet,Kjellerbandet på plat (KB CD0100)
- Hanne Tveter, My letter to the world (MMK 02)
- Adamseplene, NO (EKG CD154)
- I.P.A.: Bashing Mushrooms (2020,  mit Ingebrigt Håker Flaten, Magnus Broo, Atle Nymo, Mattias Ståhl)